# 야마다 유기
야마다 유기(山田ユギ)는 일본의 만화가이다. 주로 BL 만화를 집필하고 있다. 다른 표기인 山田靫로도 활동한 적이 있다. 또한 소설 삽화도 작업하고 있다.

## 작품 목록

### 만화
- 잔인하기에 존재한다 (キビしいのである。, 1997년)
- 태양 아래에서 웃어라 (太陽の下で笑え。, 1999년)
- 작은 창 너머의 하늘 (小さなガラスの空, 2000년)
- 난 나쁘지 않아 (俺は惡くない, 2000년)
- 마지막 문을 닫아라! (最後のドアを閉めろ!, 2001년 ~ 2004년)
- 냉장고 속은 비었다 (冷蔵庫の中はからっぽ, 2001년)
- 일을 못하겠어 (働きません!, 2002년)
- 청년 14세 (青年14歳, 2002년)
- 우리들의 물은 어디에 있나 (我らの水はどこにある, 2002년)
- 꿈이 이루어지는 12월 (夢が叶う12月, 2002년)
- 열린 문으로 실례하겠습니다 (開いてるドアから失礼しますよ, 2003년)
- 왜 눈물이 나는 걸까 (どうして涙が出るのかな, 2004년)
- 피크닉 (ピクニック, 2004년)
- 누가 널 좋아한다고 했어? (誰がおまえを好きだと言った, 2005년)
- 꿈꿀 새도 없이 (夢を見るヒマもない, 2006년)
- 집 구하세요? (おひっこし?, 2007년)
- 말도 안 되는 두 사람 (ありえない二人, 2007년)
- 죽을 만큼 좋아 (死ぬほど好き, 2008년)
- 사람은 왜 일을 해야 하는가 (人はなぜ働かなければならないのか, 2009年)
- 평생 계속할 수 없는 일 (一生続けられない仕事, 2010년 ~ 2011년)
- 마호로 역 다다 심부름집 (まほろ駅前多田便利軒, 2009년 ~ )

### 소설 삽화
- 정열의 온도 (情熱の温度, 코노하라 나리세, 1999년)
- 영원의 어제 (永遠の昨日, 에다 유리, 2002년)
- 입술은 재앙의 근원 (唇(くち)はワザワイのもと, 도노 하루히, 2002년)
- 성야 (聖夜, 에다 유리, 2002년)
- 개보다 사랑해줘 (犬より愛して, 후지모리 치히로, 2005년)
- 위험한 녀석이 너무 많아 (あぶない奴が多すぎる, 슈도 레나, 2005년)
- Dearest (最愛, 이오카 이츠키, 2006년)
- 밤하늘에 피는 사랑 (夜空に咲く恋, 미나세 유두키, 2007년)
- 눈동자는 입보다 더 많은 말을 한다 (瞳(め)は口ほどにものをいう, 도노 하루히, 2007년)
- 단 하나의 이유 (ただひとつの理由, 구시노 유이, 2010년)